# Flash Gordon (album)
Flash Gordon je album britanskog rock sastava Queen, izdan 8. prosinca 1980. godine, napravljen isključivo za potrebe filma "Flash Gordon". Sve pjesme na albumu su instrumentali, osim naslovne "Flash's Theme", koja je objavljena kao jedini singl s albuma pod nazivom "Flash" i "The Hero", koja je objavljena na "B" strani singla.

## Pjesme na albumu
- Strana 1
  1. "Flash's Theme" (May) – 3:22
  2. "In the Space Capsule (The Love Theme)" (Taylor) – 2:21
  3. "Ming's Theme (In the Court of Ming the Merciless)" (Mercury) – 2:53
  4. "The Ring (Hypnotic Seduction of Dale)" (Mercury) – 1:15
  5. "Football Fight" (Mercury) – 1:29
  6. "In the Death Cell (Love Theme Reprise)" (Taylor) – 2:26
  7. "Execution of Flash" (Deacon) – 0:43
  8. "The Kiss (Aura Resurrects Flash)" (Mercury) – 2:11
- Strana 2
  1. "Arboria (Planet of the Tree Men)" (Deacon) – 1:41
  2. "Escape from the Swamp" (Taylor) – 1:37
  3. "Flash to the Rescue" (May) – 2:47
  4. "Vultan's Theme (Attack of the Hawk Men)" (Mercury) – 1:15
  5. "Battle Theme" (May) – 2:20
  6. "The Wedding March" (Richard Wagner arr.May) – 0:56
  7. "Marriage of Dale and Ming (and Flash Approaching)" (May/Taylor) – 2:04
  8. "Crash Dive on Mingo City" (May) – 0:46
  9. "Flash's Theme Reprise (Victory Celebrations)" (May) – 1:39
  10. "The Hero" (May) – 3:31